# Pedal (música)
Um pedal, bordão ou drono (do inglês, drone), é um efeito ou acompanhamento harmônico ou monofônico em que uma nota ou acorde é tocado continuamente durante a maior parte ou toda a peça. Um pedal também pode ser qualquer parte de um instrumento musical usado para produzir esse efeito. Bordão (do italiano e também do francês, bourdon ou burdon) pode se referir também ao "bordão [tubo melódico] de uma gaita de foles", o ponto pedal em um órgão, ou à corda mais baixa de um alaúde. O bordão também faz parte de uma música que se repete no final de cada estrofe, como o coro ou refrão.
Exemplos de instrumento de bordão são a gaita de fole, a vina indiana e a viela de roda.

## Efeito musical
Um pedal costuma começar com uma harmonia consonante em relação a si mesmo, pelo que o primeiro acorde costuma conter a nota pedal; progride para harmonias menos consonante consigo e finaliza sobre uma harmonia totalmente consonante.
Um pedal tem três fases: preparação, clímax e resolução. Na primeira fase deve-se estabelecer a nota que produz dissonância em função da relação melodia-harmonia e que essa progressão de consonância para dissonância seja fundamental, quinta, terceira, sétima e por fim as tensões.
O clímax é o ponto onde a dissonância alcança grau máximo. A fase de resolução dá-se sobre uma harmonia onde o pedal é fundamental ou quinta do respectivo acorde.
A fase de preparação costuma ser mais demorada que a de resolução, embora possa haver exceções. Também pode diferir a construção destas fases.
Um bordão difere de um ponto ou nota pedal em grau ou qualidade. Um ponto pedal pode ser uma forma de tom sem acorde e, portanto, necessitando uma resolução, ao contrário de um bordão; ou um ponto pedal pode simplesmente ser considerado um bordão mais curto, enquanto um bordão é um ponto pedal mais longo.